# حوض الزيت

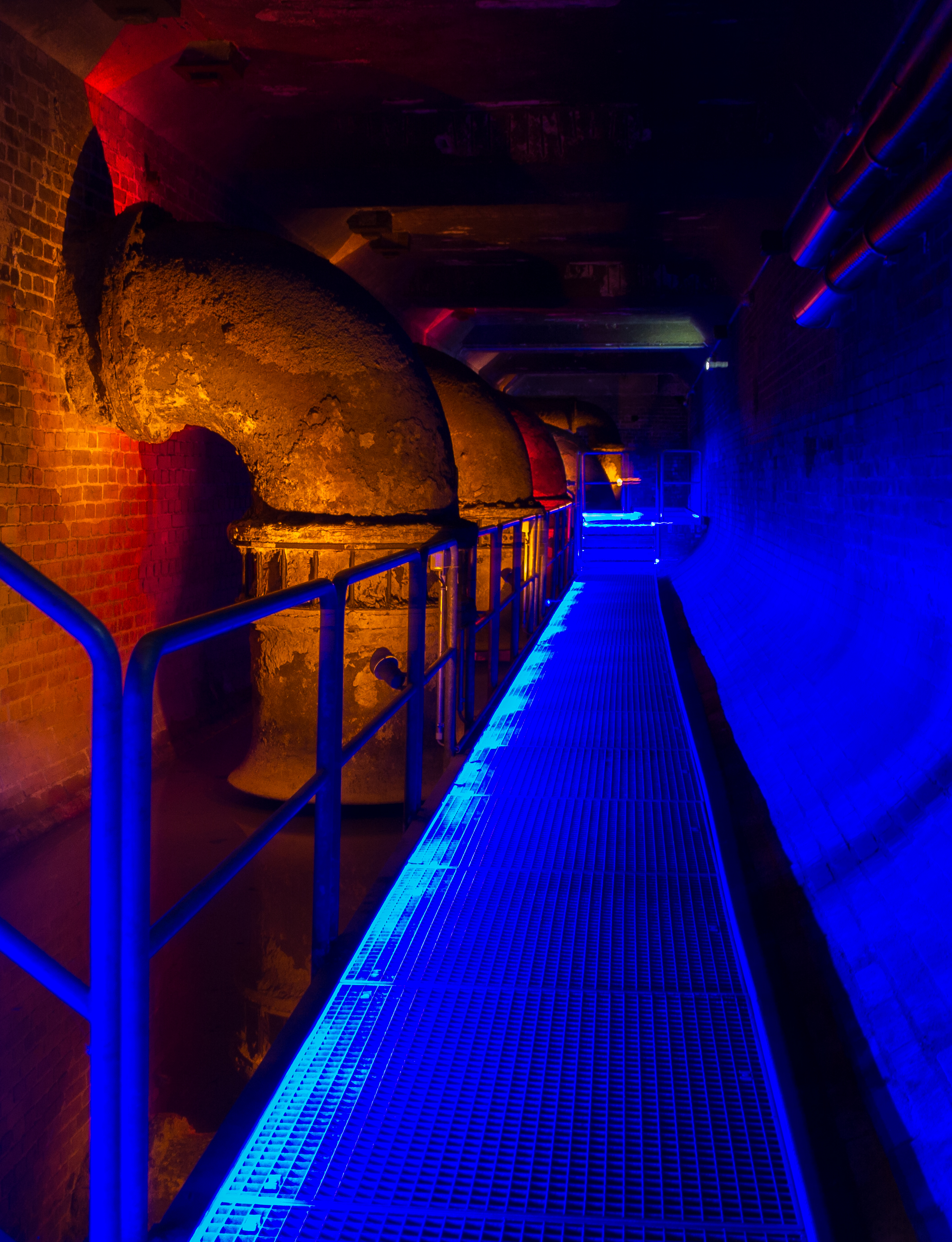

حوض الزيت (بالإنجليزية: sump، وأيضًا يُعرف بـ oil pan)، هو مساحة منخفضة تجمع غالبًا السوائل غير المرغوب فيها مثل الماء أو المواد الكيميائية. يمكن أن يستخدم حوض الزيت لإدارة مياه الجريان السطحي وإعادة شحن طبقات المياه الجوفية. يمكن أن يشير أيضًا إلى منطقة في كهف حيث يخرج التدفق الجوفي من الماء من الكهف إلى الأرض.